# Sin Bart
«Sin Bart» —título original: «Bartless»— es el decimoquinto episodio de la trigésimo cuarta temporada de la serie de televisión de animación estadounidense Los Simpson, y el 743 en total. Se emitió en los Estados Unidos en Fox el 5 de marzo de 2023. El episodio fue dirigido por Rob Oliver y escrito por John Frink.
En este episodio, Homer y Marge se preguntan cómo serían sus vidas si Bart nunca hubiera sido un Simpson. El episodio recibió críticas positivas.

## Trama
En la escuela, Bart lee a un tímido alumno de preescolar, al que no le interesa la historia. Inventa una nueva historia mientras dibuja en el libro, lo que inspira a los niños a empezar a dibujar en sus propios libros. Enfurecidos, Homer y Marge regañan a Bart por estropear los libros del colegio llamándole «destructor» mientras se lamentan ante su profesora de lo horrible que es. Sin embargo, se sorprenden al enterarse de que sus acciones con los libros convirtieron a todos los niños (incluso a Ralph) en ávidos lectores. Homer y Marge reevalúan sus sentimientos hacia su hijo y se preguntan si se han vuelto resentidos con él porque son sus padres. Ambos padres están de acuerdo en que quieren a Bart, pero se preguntan si les cae bien.
Al día siguiente, Homer y Marge despiertan en un mundo en el que Bart no ha nacido y viven en una casa lujosa. Marge es veterinaria en un hospital de animales tipo Grey's Anatomy, donde es la única que hace algún trabajo, y Homer es operador de marcadores de un estadio. Tras una excursión familiar, la familia atropella accidentalmente con su coche a un niño llamado Bart. Éste tiene amnesia y le acogen hasta que descubren dónde vive para que pueda volver a casa.
Bart empieza a molestar a la familia con su comportamiento. Con Homer, juega con los mandos del marcador y le enfada, pero la pantalla es un gran éxito y hace que Homer consiga un ascenso. En el hospital de animales, nadie escucha a Marge hasta que les dice que «se coman mis calzoncillos». Bart y Lisa ven dibujos animados hasta bien entrada la noche. Homer y Marge ven que Lisa está más contenta (ha sido la primera vez que la han oído reír de verdad), y Maggie también se alegra cuando Bart la incluye en una historia que se inventa. El jefe Wiggum viene a llevarse a Bart a un orfanato, y Homer y Marge corren tras Bart mientras Wiggum se lo lleva. Se despiertan y se dan cuenta de que han tenido un sueño, y van a decirle a Bart que ahora les gusta tal y como es. Bart hace una pausa y pregunta con cierto recelo qué significa que «ahora» les cae bien, y Homer y Marge se miran con expresión desesperada mientras termina el episodio.

## Producción
Se reveló que estará en producción el 23 de junio de 2022. Kerry Washington reedita su papel de Rayshelle Peyton. Apareció por primera vez en este papel en el episodio de la trigésima tercera temporada «My Octopus and a Teacher».